# Rózsás őzlábgomba
A rózsás őzlábgomba (Lepiota subincarnata) a csiperkefélék családjába tartozó, Európában és Észak-Amerikában elterjedt, lombos- és fenyőerdőkben élő, halálosan mérgező gombafaj. 

## Megjelenése
A rózsás őzlábgomba kalapja 2-5 cm széles; fiatalon félgomb alakú, majd domború, végül majdnem laposan kiterül; a közepén egy kis púp marad. Színe rózsaszínes, borvöröses színű, a széle halványabb árnyalatú. Felszínén körkörösen elhelyezkedő pikkelykék, pelyhek találhatók. 
Húsa vékony, törékeny; színe fehér vagy krémszínű. Szaga gyengén gyümölcsös, édeskés; íze nem jellegzetes.  
Lemezei a tönk előtt felkanyarodók, szabadon állók. Színük fehéres.
Tönkje 2-5 cm magas és 0,2-0,7 cm vastag. Alakja hengeres, alul kicsit vastagabb. A szálas, fehéres gallérzóna fölött felülete sima; alatta rózsaszínes-fehéres, pelyhes övecskékkel díszített. Alján gyakran micéliumzsinór látható.
Spórapora fehér. Spórája elliptikus, vastag falú, sima, mérete 6-8 x 3-4 µm.

### Hasonló fajok
A büdös őzlábgomba, a húsbarnás őzlábgomba vagy a vöröslábú őzlábgomba hasonlíthat rá. Egyik sem ehető.

## Elterjedése és termőhelye
Európában és Észak-Amerikában honos. Magyarországon nem ritka, helyenként gyakori lehet.
Lombos és fenyőerdőben, parkokban, bolygatott területeken él, sokszor akác alatt. Júniustól októberig terem. 
Mérgező, amatoxinokat tartalmaz, amelyek a vesét és a májat károsítják. A mérgezés halálos kimenetelű is lehet. A tünetek a gomba fogyasztása után 6-12 (max. 36) órával jelentkeznek görcsös hasi fájdalommal, hányással, vizes hasmenéssel. A tünetek egy napon belül enyhülnek, de a fogyasztástól számított három nap után a májkárosodás miatt visszatérnek. A halál 7-10 nappal az első tünetek után állhat be. 

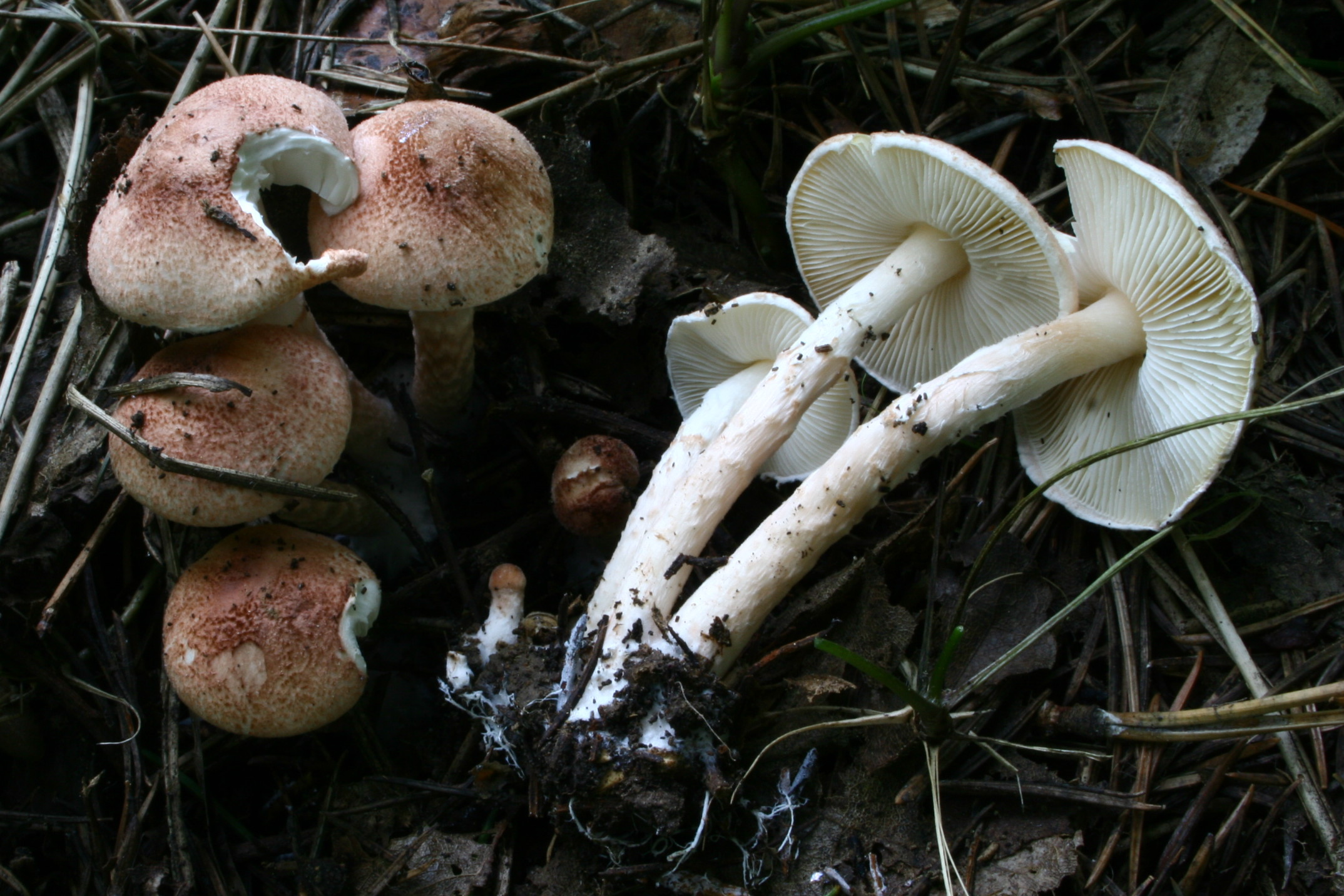
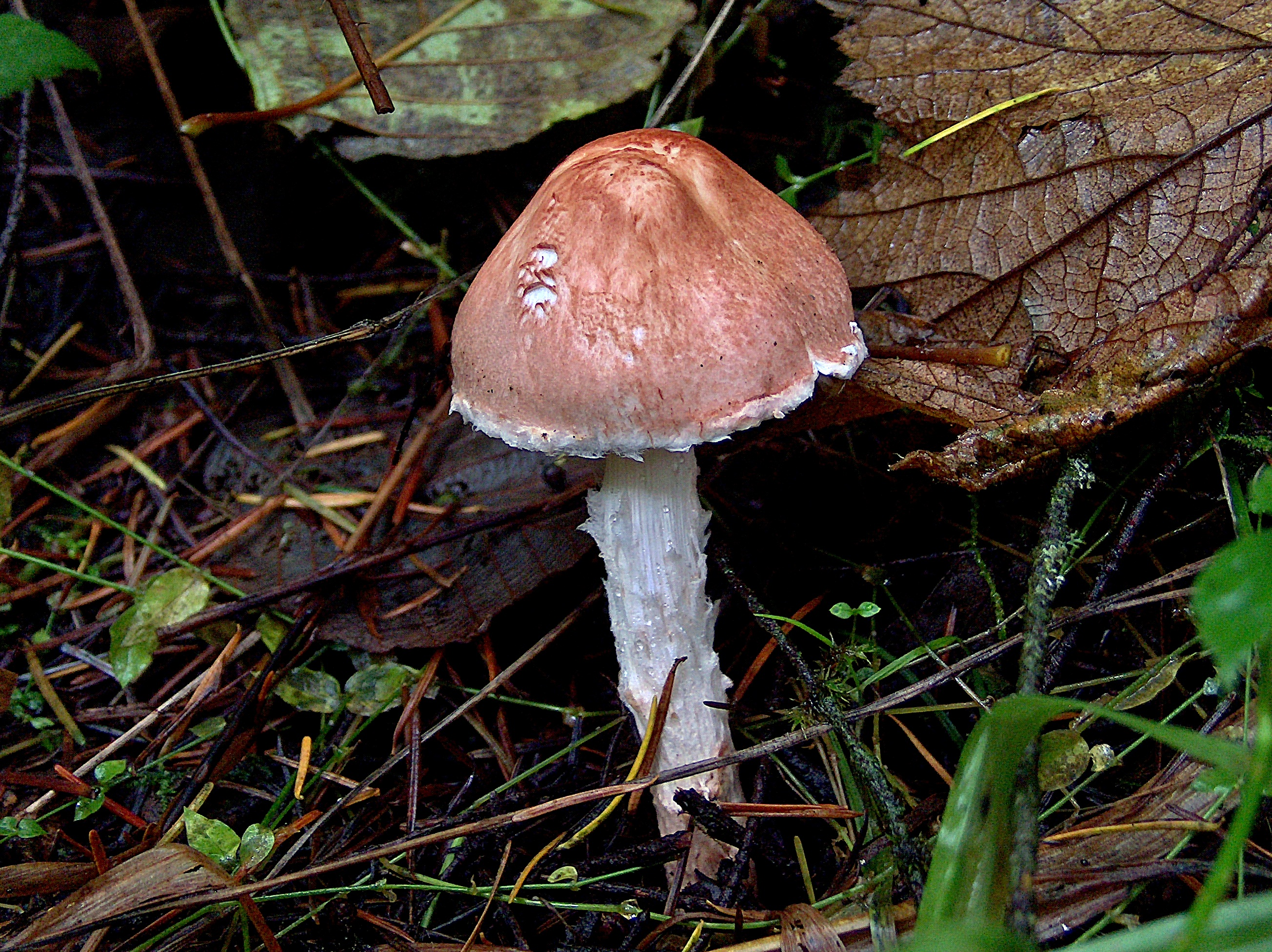
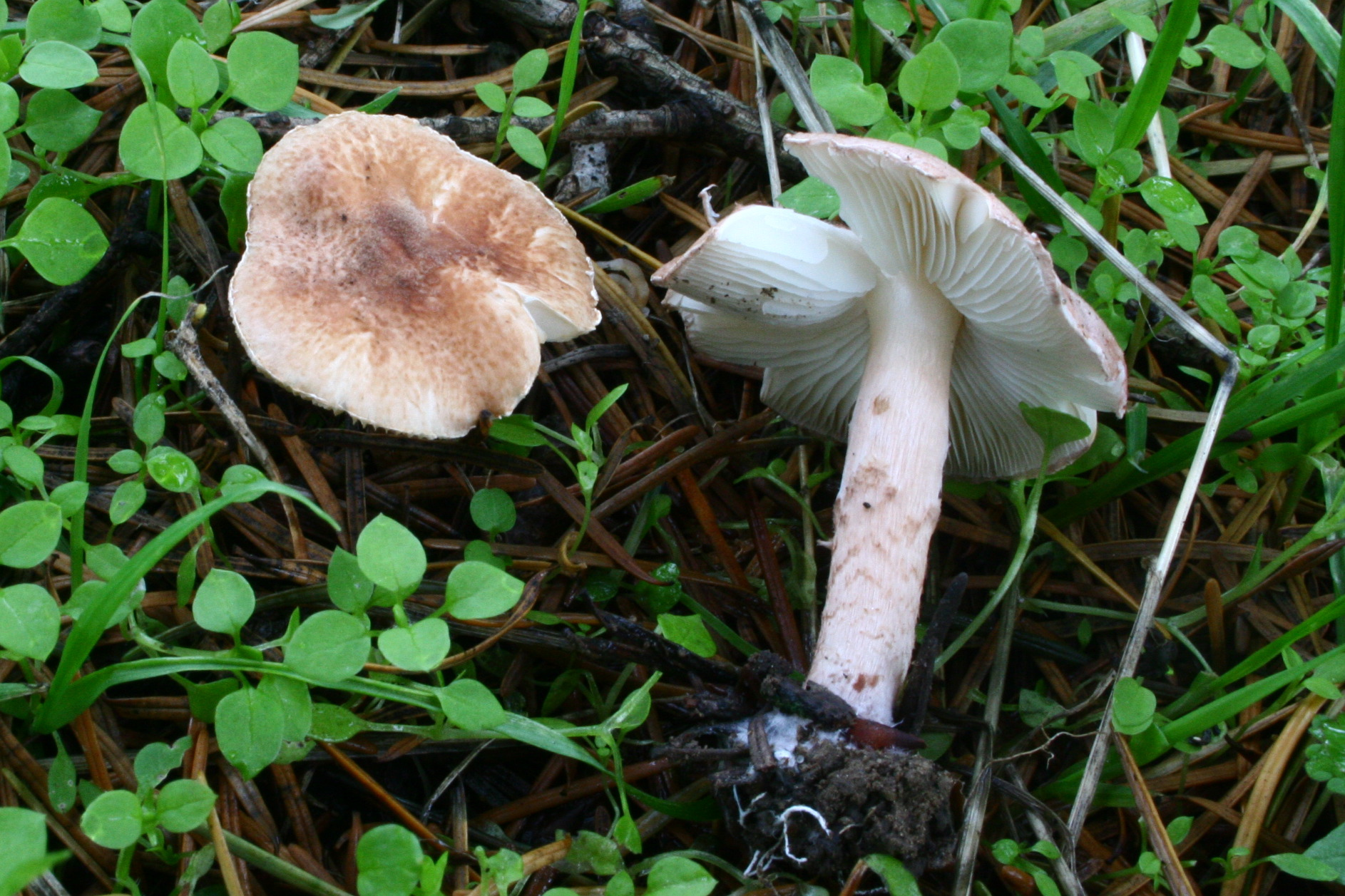